# Zygmunt Pietrusiński
Zygmunt Pietrusiński (ur. 2 kwietnia 1924 w Pruszkowie, zm. 15 grudnia 2001) – polski działacz partyjny i dyplomata, chargé d’affaires/ambasador w Wenezueli (1963–1968) oraz ambasador w Ekwadorze (1976–1981) oraz Portugalii (1987–1989). 

## Życiorys
Syn Leonarda i Anastazji. Przed wybuchem II wojny światowej zdał dwie klasy w Gimnazjum „Oświata” w Warszawie. Podczas okupacji kształcił się w Pruszkowie w przyfabrycznej szkole mechanicznej. Po jej ukończeniu podjął pracę w tej fabryce; początkowo jako szlifierz, a następnie kreślarz.
Jednocześnie był zaangażowany politycznie. We wrześniu 1942 wstąpił do Polskiej Partii Robotniczej. Działał także w Gwardii Ludowej i Armii Ludowej, prawdopodobnie posługiwał się pseudonimem „Zbyszek".
Po 1945 pracował w pruszkowskim aparacie partyjnym. Następnie był pełnomocnikiem do spraw reformy rolnej w Płońsku. Skierowany do Centralnej Szkoły Partyjnej w Łodzi. Po jej ukończeniu pracował na Lubelszczyźnie i jako Kierownik Referatu Społeczno-Politycznego w starostwie w Koszalinie. W 1946 wrócił do Pruszkowa i podjął pracę jako młodszy konstruktor w Fabryce Stowarzyszenia Mechaników. Zdał wówczas tzw. dużą maturę. W 1948 wstąpił do Polskiej Zjednoczonej Partii Robotniczej (PZPR). Na początku 1948 został skierowany do pracy w Ministerstwie Spraw Zagranicznych (MSZ). Rozpoczął równolegle studia w Akademii Nauk Politycznych, dyplom magistra ekonomii otrzymawszy z wydzielonej z niej Szkoły Głównej Służby Zagranicznej. W latach 1952–1954 pracował jako II sekretarz Poselstwa w Meksyku, następnie jako radca w Ambasadzie w Belgradzie. W latach 1958–1963 był naczelnikiem Wydziału w Departamencie I MSZ. Jako działacz PZPR był m.in. sekretarzem oddziałowej organizacji partyjnej przy MSZ (1951–1952) oraz członkiem komitetu podstawowej organizacji partyjnej przy MSZ (1959–1961). 23 października 1963 objął funkcję radcy i chargé d'affaires Ambasady w Caracas, 7 stycznia 1965 mianowany ambasadorem w Wenezueli. Misję na stanowisku zakończył w 1968. Od 16 lutego 1976 (złożenie listów uwierzytelniających 22 marca 1976) do 17 grudnia 1981 pełnił funkcję ambasadora w Ekwadorze. Od 6 lutego 1987 do 1989 był ambasadorem w Portugalii.
Został pochowany w Pruszkowie.

## Odznaczenia
- 14 stycznia 1955 – Medal 10-lecia Polski Ludowej[8]
- 2 lipca 1955 Złoty Krzyż Zasługi „za zasługi w pracy zawodowej w służbie państwowej”[9]
- Krzyż Kawalerski Orderu Odrodzenia Polski[2]
- Krzyż Komandorski Orderu Odrodzenia Polski (1979)[10][2]